# S Ori 58
S Ori 58 ist ein L-Zwerg im Sternbild Orion. Er wurde 2000 von Maria Rosa Zapatero Osorio et al. entdeckt.